# Kanton Mâcon-Sud
Der Kanton Mâcon-Sud war von 1801 bis 2015 ein französischer Wahlkreis im Arrondissement Mâcon, im Département Saône-et-Loire und in der Region Bourgogne. Hauptort war Mâcon.

## Gemeinden
Der Kanton umfasste den südlichen Teil der Stadt Mâcon (angegeben ist hier die Gesamteinwohnerzahl, im Kanton selbst lebten etwa 11.500 Einwohner der Stadt) und acht weitere Gemeinden:
| Gemeinde           | Einwohner Jahr | Fläche km² | Bevölkerungsdichte | Code INSEE | Postleitzahl |
| ------------------ | -------------- | ---------- | ------------------ | ---------- | ------------ |
| Bussières          | 578 (2013)     | –          | – Einw./km²        | 71069      | 71960        |
| Davayé             | 671 (2013)     | –          | – Einw./km²        | 71169      | 71960        |
| Fuissé             | 387 (2013)     | –          | – Einw./km²        | 71210      | 71960        |
| Mâcon              | 33.350 (2013)  | –          | – Einw./km²        | 71270      | 71000        |
| Prissé             | 1.937 (2013)   | –          | – Einw./km²        | 71360      | 71960        |
| Solutré-Pouilly    | 354 (2013)     | –          | – Einw./km²        | 71526      | 71960        |
| Varennes-lès-Mâcon | 542 (2013)     | –          | – Einw./km²        | 71556      | 71960        |
| Vergisson          | 253 (2013)     | –          | – Einw./km²        | 71567      | 71960        |
| Vinzelles          | 720 (2013)     | –          | – Einw./km²        | 71583      | 71960        |